# Prawda. Tygodnik Polityczny, Społeczny i Literacki
Prawda. Tygodnik polityczny, społeczny i literacki – tygodnik (wydawany i redagowany przez Aleksandra Świętochowskiego do 1902) w Warszawie w latach 1881–1915. Świętochowski kontynuował cykl felietonów Liberum Veto, rozpoczęty w „Nowinach”, w latach 20. XX wieku publikowanych w "Myśli Narodowej".